# Rio Gota
O Rio Gota é um rio da Romênia, afluente do Rio Dârjov, localizado no distrito de Olt.